# Kontrapost
Der Kontrapost (von ital. contrapposto „Gegensatz, -stück“) ist ein Gestaltungsmittel in der Bildhauerei. Er bezeichnet das Nebeneinander von Stand- und Spielbein einer menschlichen Figur zum Ausgleich der Gewichtsverhältnisse. Das Becken tritt dabei aus der senkrechten Körperachse. Der durch die hieraus resultierende Gewichtsverlagerung einsetzende Hüftschwung mit der Schieflage des Beckens in der Balance ist ebenfalls symptomatisch für das Spiel mit Gegensätzen wie Ruhe – Bewegung, Spannung – Entspannung, Hebung – Senkung, die letzten Endes zu einem homogenen Ausgleich führen. 
Der moderne Begriff der Ponderation bezieht sich ebenfalls auf den Ausgleich der Gewichtsverhältnisse. Eine optimale Ponderation wird durch aufrechtes symmetrisches Stehen erreicht. In diesem Fall sind beide Beine Standbeine, es gibt keinen Kontrapost.
Das Motiv des Kontraposts wurde erstmals von klassisch-griechischen Bildhauern, darunter vor allem Polyklet, eingeführt. Gegenüber den eher statisch wirkenden Skulpturen früherer Epochen gelang es mit dem Kontrapost, zugleich Last und Unbeschwertheit, Ruhe und Bewegung sowie Gebundenheit und Freiheit des menschlichen Körpers auszudrücken. In mittelalterlichen Skulpturen ist der Kontrapost nur selten vorhanden. Erst in der Renaissance wurde das Motiv von den Künstlern wieder  aufgegriffen – unter ihnen an erster Stelle Donatello und später Michelangelo. Seitdem wird es auch von Malern in ihren Gemälden verwendet.
Darüber hinaus spielt er auch in der Bühnengestik im Theater der Renaissance und des Barocks eine große Rolle, da er als Grundlage für schönes Stehen gilt. Hier wird er häufig auch Bühnenkreuz genannt.

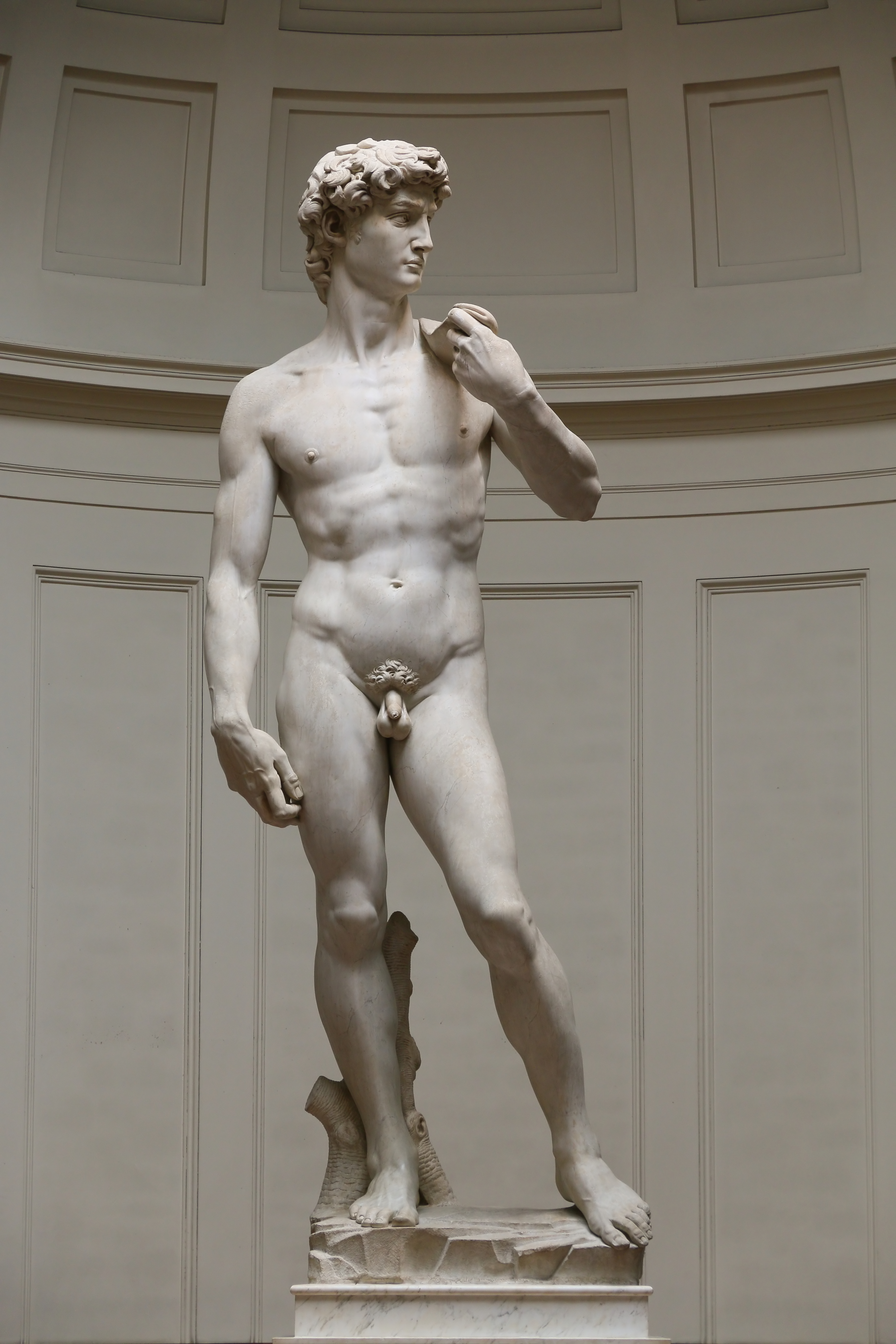
Michelangelo: David
- Kontrapost Diagramm (Doryphoros nach Polyklet)